# Бронцетти, Лючия
Лючи́я Бронце́тти (итал. Lucia Bronzetti; род. 10 декабря 1998, Римини, Италия) — итальянская теннисистка. Победительница одного турнира WTA в одиночном разряде; победительница (2024) и финалистка (2023) Кубка Билли Джин Кинг в составе сборной Италии.

## Профессиональная карьера
Лючия дебютировала в основной сетке WTA-тура на домашнем турнире в Риме, получив уайлд-кард в парный разряд совместно со своей соотечественницей Нурией Бранкаччо.
На турнире Большого шлема её дебют пришёлся на Открытый чемпионат Австралии 2022 года, где она смогла выйти во второй круг, победив Варвару Грачеву и одержав свою первую победу на мэйджоре, во втором раунде уступила первой ракетке мира Эшли Барти. На Открытом чемпионате Майами она дошла до четвертого раунда как лаки-лузер. Она проиграла Дарье Сэвилл в трехчасовом матче и третьем по продолжительности женском матче на турнире. После этого в обновлённом рейтинге, 4 апреля 2022 года, она вошла в топ-100 рейтинга WTA в одиночном разряде. В июле 2022 году на турнире в Палермо она вышла в свой первый финал в карьере, где уступила Ирине-Камелии Бегу.
В мае 2023 года она вышла в свой второй финал WTA-тура на Открытом чемпионате Марокко в Рабате и выиграла первый титул, победив австрийскую спортсменку Юлию Грабер. В июле 2023 года на турнире в Бад-Хомбург-фор-дер-Хёэ, на траве, она вновь дошла до финала, но уступила чешке Катерине Синяковой.
На Открытом чемпионате США 2023 года, она смогла в первом раунде обыграть 12-ю сеянную Барбару Крейчикову, а затем легко переиграла Еву Лис из Германии. В третьем круге уступила китайской теннисистке Чжэн Циньвэнь.

## Итоговое место в рейтинге WTA по годам
| Год  | Одиночный рейтинг | Парный рейтинг |
| 2024 | 78                | 278            |
| 2023 | 64                | 891            |
| 2022 | 56                | 585            |
| 2021 | 145               | 396            |
| 2020 | 339               | 596            |
| 2019 | 356               | 533            |
| 2018 | 489               | 640            |
| 2017 | 688               | 1074           |
| 2016 | 718               | 1252           |
| 2015 | 1229              | -              |

## Выступления на турнирах

### Финалы турнировWTAв одиночном разряде (4)

#### Победа (1)
| Легенда:                    |
| --------------------------- |
| Турниры Большого шлема (0)* |
| Олимпиада (0)               |
| Итоговый турнир WTA (0)     |
| WTA 1000 (0)                |
| WTA 500 (0)                 |
| WTA 250 (1)                 |

| Титулы по покрытиям | Титулы по месту проведения матчей турнира |
| ------------------- | ----------------------------------------- |
| Хард (0)*           | Зал (0)                                   |
| Грунт (1)           | Зал (0)                                   |
| Трава (0)           | Открытый воздух (1)                       |
| Ковёр (0)           | Открытый воздух (1)                       |

* количество побед в одиночном разряде.
| №  | Год         | Турнир         | Покрытие | Соперницы в финале | Счёт        |
| 1. | 27 мая 2023 | Рабат, Марокко | Грунт    | Юлия Грабер        | 6-4 5-7 7-5 |

#### Поражения (3)
| №  | Год            | Турнир                            | Покрытие   | Соперницы в финале | Счёт        |
| 1. | 24 июля 2022   | Палермо, Италия                   | Грунт      | Ирина-Камелия Бегу | 2-6 2-6     |
| 2. | 1 июля 2023    | Бад-Хомбург-фор-дер-Хёэ, Германия | Трава      | Катерина Синякова  | 2-6 6-7(5)  |
| 3. | 9 февраля 2025 | Клуж-Напока, Румыния              | Хард (зал) | Анастасия Потапова | 6-4 1-6 2-6 |

### Финалы командных турниров (3)

#### Победа (1)
| №  | Год  | Турнир                | Место проведения | Покрытие   | Команда                                                                | Соперницы в финале                                                          | Счёт |
| -- | ---- | --------------------- | ---------------- | ---------- | ---------------------------------------------------------------------- | --------------------------------------------------------------------------- | ---- |
| 1. | 2024 | Кубок Билли Джин Кинг | Малага, Испания  | Хард (зал) | Италия Л. Бронцетти, Э. Коччаретто, Ж. Паолини, М. Тревизан, С. Эррани | Словакия В.Грунчакова, Т. Михаликова, А. Шмидлова, Р. Шрамкова, Р. Ямрихова | 2-0  |

#### Поражения (2)
| №  | Год  | Турнир                | Место проведения                  | Покрытие   | Команда                                                                                   | Соперницы в финале                                                  | Счёт |
| -- | ---- | --------------------- | --------------------------------- | ---------- | ----------------------------------------------------------------------------------------- | ------------------------------------------------------------------- | ---- |
| 1. | 2023 | United Cup            | Брисбен, Сидней, Перт (Австралия) | Хард       | Италия · М. Берреттини, Л. Бронцетти, А. Вавассори, Л. Музетти, К. Розателло, М. Тревизан | США · М. Киз, Дж. Пегула, Ф. Тиафо, Т. Фриц                         | 0-4  |
| 2. | 2023 | Кубок Билли Джин Кинг | Севилья, Испания                  | Хард (зал) | Италия Л. Бронцетти, Э. Коччаретто, Ж. Паолини, Л. Стефанини, М. Тревизан                 | Канада Э. Бушар, Г. Дабровски, Р. Марино, М. Стакушич, Л. Фернандес | 0-2  |